# 프리카델레

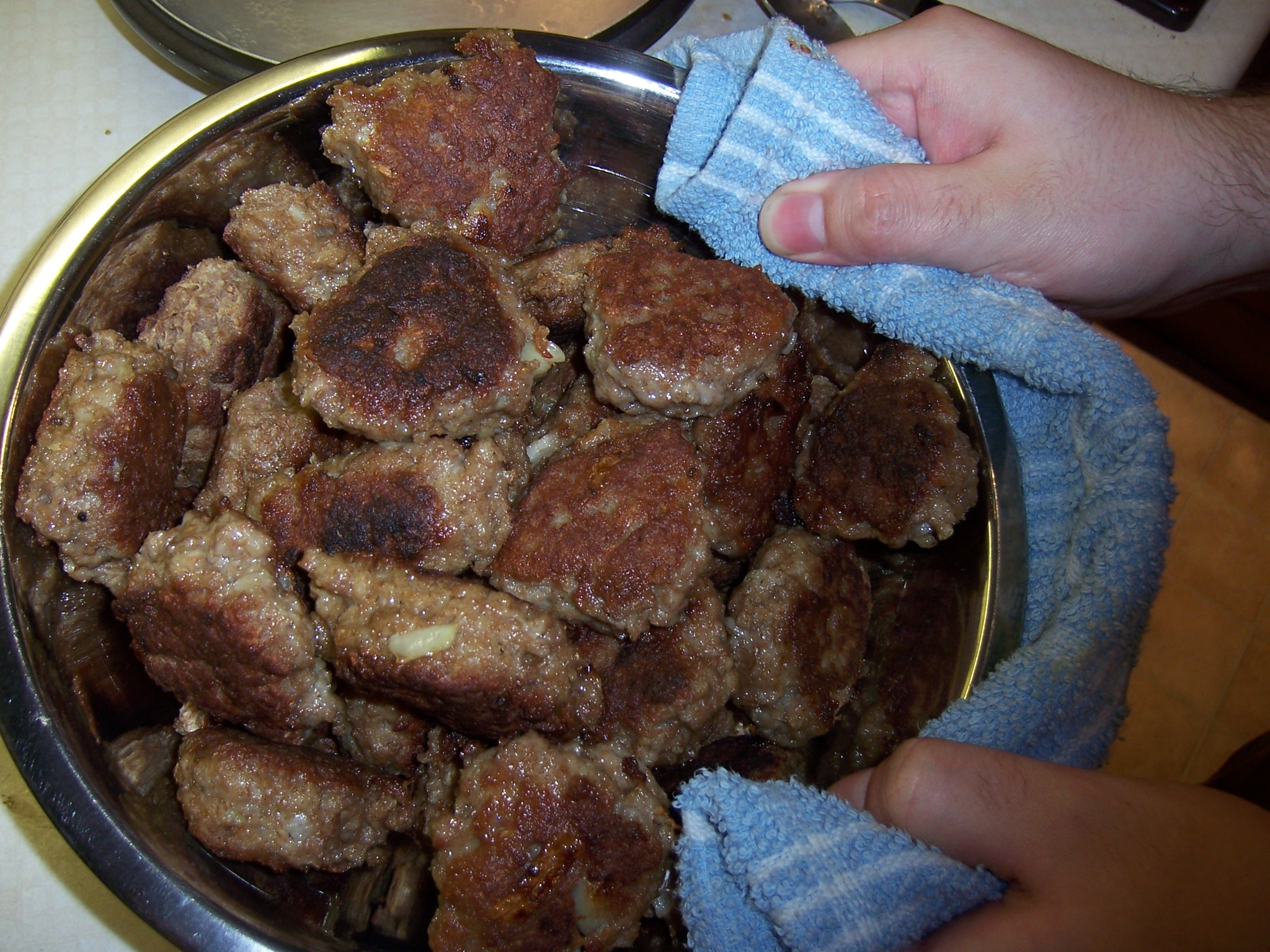
프리카델레

프리카델레(덴마크어: frikadelle)는 덴마크식 미트볼이다.

## 같이 보기
- 셰트불레